# Zemné
Zemné (ungarisch Szímő) ist eine Gemeinde in der Südslowakei.

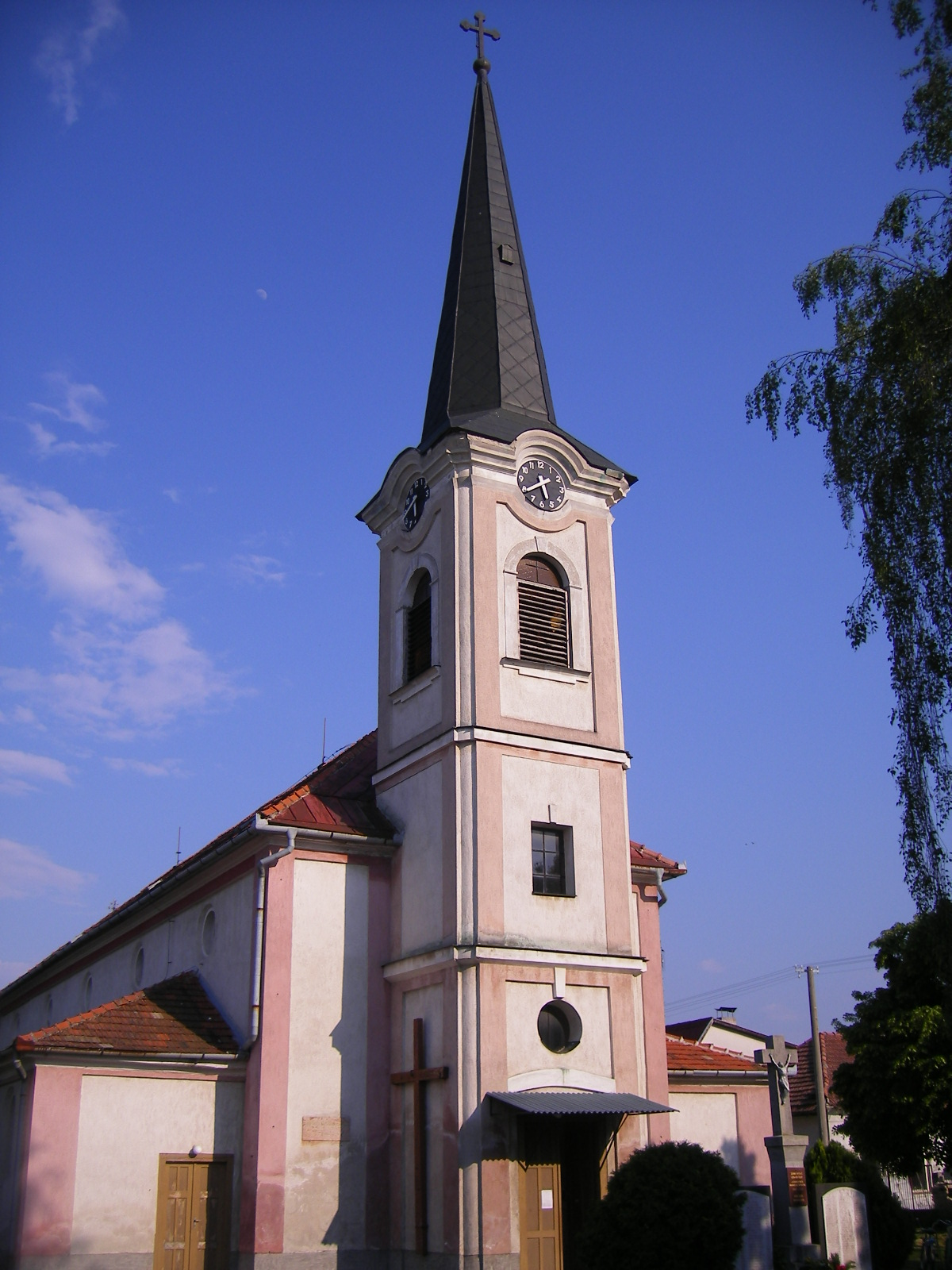
Blick auf die katholische Kirche des Hl. Martin

## Lage
Sie liegt in der Donauebene am linken Ufer der Waag, 15 km westlich von Nové Zámky entfernt.
Verwaltungstechnisch gehört zur Gemeinde auch der ehemalige Hauptort Gúg.

## Geschichte
Der Ort wurde 1113 erstmals als Gúg erwähnt.
Im Zuge der Türkenkriege ist die Bevölkerung auf „sichereren“ Moorboden am Ufer der Waag übersiedelt.
Bis 1919 gehörte sie im Komitat Komorn zum Königreich Ungarn, danach kam sie zur neu entstandenen Tschechoslowakei. Aufgrund des Ersten Wiener Schiedsspruches gehörte sie 1938–45 noch einmal zu Ungarn und ist seit 1993 ein Teil der heutigen Slowakei. 1954 wurden Teile des Gemeindegebietes der südlich jenseits der Waag liegenden und neu entstandenen Gemeinde Dedina Mládeže zugeordnet.
Die Bevölkerung laut der Volkszählung von 2001 ist von magyarischen Mehrheit (75 %) gebildet; andere ethnische Gruppen sind Slowaken (15 %) und Roma (10 %).

## Bevölkerung
| Jahr                | 1994 | 2004    | 2014    | 2024    |
| ------------------- | ---- | ------- | ------- | ------- |
| Anzahl der Personen | 2217 | 2211    | 2225    | 2112    |
| Unterschied         |      | −0,27 % | +0,63 % | −5,07 % |

| Jahr                | 2023 | 2024    |
| ------------------- | ---- | ------- |
| Anzahl der Personen | 2116 | 2112    |
| Unterschied         |      | −0,18 % |

## Persönlichkeiten
- Ányos Jedlik (1800–1895), ungarischer Physiker und Erfinder